# Carlos Alfredo Crosthwaite
Carlos Alfredo Crosthwaite Ferro (Pereira, 27 de febrero de 1952) es un ingeniero civil, líder cívico y veedor pereirano defensor de los derechos de los usuarios ante los abusos de las empresas públicas. Aspiró a la Alcaldía de Pereira para el período  2020 - 2023.

## Biografía
Carlos Alfredo Crosthwaite es el segundo de los siete hijos. Hijo de Alejandro Crosthwaite y Ofelia Ferro. Es bachiller del Colegio Salesiano (1969), ingeniero civil de la Universidad Nacional de Colombia en 1975, se casó con Luz Inés Restrepo en 1977.
Inició su actividad política en el Nuevo Liberalismo de Luis Carlos Galán Sarmiento, y luego en los movimientos que de allí se surgieron, al lado del exconstituyente Iván Marulanda y de Parmenio Cuéllar. Ocupó una curul en el Concejo de Pereira en dos períodos, entre 1995 y 2000, y diputado de la Asamblea de Risaralda 2001-2003. En 2011 se vinculó al Polo Democrático Alternativo, partido con el que aspiro a la Alcaldía de Pereira en 2011 y con el que alcanzó una curul en el Concejo Municipal de Pereira para el periodo 2016-2019.
Fue Gerente de la Empresa de Obras Sanitarias de Santa Rosa de Cabal Empocabal (1975-1979) donde culminó la Planta de Tratamiento de Aguas para el abastecimiento de los acueductos de ese municipio y el de Dosquebradas, obra inaugurada el 30 de agosto de 1976 con asistencia del presidente Alfonso López Michelsen. En ese mismo año diseñó y creó la empresa del nuevo acueducto de Dosquebradas, hoy Serviciudad, para el suministro continuo en ese Municipio que se abastecía en su totalidad con agua de acueductos comunitarios.

## Actividad Política
Dentro de su ejercicio político denunció irregularidades en la contratación pública. En 1995 se opuso al acuerdo de capitalización de las Empresas de Servicios Públicos de Pereira, mientras era concejal de la ciudad, advirtiendo que la capacidad de regulación a los agentes privados era nula y que la entrega de los servicios vitales bajo sociedades anónimas sería contraproducente. Alertó de los altos costos tarifarios que se avecinarían con tales decisiones políticas. Reprochó la entrega del 49% de las acciones de la Empresa de Energía a los cuestionados Alberto Ríos Velilla y los hermanos Nule, condenados por Carrusel de la contratación, en negocio con el Alcalde de entonces Israel Londoño Londoño, que prestó el nombre de la Empresa para conformar una sociedad y pujar por Enertolima.
Señaló diversas irregularidades en la contratación al interior de la empresa Aguas y Aguas de Pereira, desde la gerencia de Maria Irma Noreña, esposa del ex Representante a la Cámara Mauricio Salazar Peláez.
Propuso el desarrollo del parque San Mateo, en el lugar donde hoy está el Batallón. Además de sus polémicas declaraciones sobre el riesgo inminente del colector Egoyá desde hace más de una década, presionaron la administración de Juan Pablo Gallo a ejecutar la canalización del colector. Sin embargo dichas obras se hicieron a medias pero con cargo a la factura de servicio de acueducto. 
Es junto Pablo Bustos y Daniel Silva el denunciante en el caso de pérdida de investidura del senador Carlos Enrique Soto, por pagos irregulares a su UTL, mientras este se encontraba en el exterior, lo que derivó en la muerte política del entonces congresista.

## Hundimiento Valorización
Organizó el comité cívico de ciudadanos indignados, junto con Daniel Silva, Ricardo Mora Castaño, Mauricio Uribe, Oscar Uribe, Álvaro Franco, Diego González y muchos otros ciudadanos, se realizaron más de 12 marchas y plantones, se realizaron demandas en contra del acuerdo de valorización, demandas interpuestas por parte de Carlos Alfredo, Daniel Silva y Ricardo Mora Castaño, que terminaron hundiendo el acuerdo de valorización en Pereira, iniciada en la Alcaldía de Enrique Vásquez, y que finalmente tuvo que devolver la administración de Juan Pablo Gallo a través de Carlos Maya.

## Irregularidades en la Cámara de Comercio
Abrió el debate sobre la información pública proporcionada por las Cámaras de Comercio, luego de la presunta malversación de recursos públicos por parte del exdirector de la Cámara de Comercio. Dicha entidad respondió que la información solicitada es privada y por tanto no está obligada a brindarla. La investigación se encuentra abierta, y se espera concepto de la Superintendencia de Industria y Comercio y posterior fallo de la Contraloría General de la República de Colombia.